# 林肯Model L
林肯 Model L（英語：Lincoln Model L, 或作 L series）是林肯汽車創廠後生產的第一輛汽車，於 1920 年開始生產 1921 年式的車型。1931 年，由 Model K 接續其豪華車的定位。

## 車型歷史

### 1917-1921
一戰期間，凱迪拉克的創辦人亨利·禮蘭（Henry M. Leland），與通用汽車的共同創辦人威廉·杜蘭特（William C. Durant）對車輛生產的問題而有所爭執，亨利·禮蘭隨後離開公司自立門戶，在 1917 年創立了林肯汽車。最初，林肯以生產 Liberty L-12 飛機引擎作為公司唯一的收入來源。一戰結束後，74 歲的禮蘭在 1920 年將林肯轉型為汽車品牌，並於一年後推出林肯的第一輛汽車，Model L。
Model L 是由禮蘭的女婿 Angus Woodbridge 所設計的，但車輛外觀在當時被評為略顯老態。儘管如此，林肯還是提供高度客製化的服務，車體廠如 Brunn、Judkins、Dietrich 和 Locke 等都曾為林肯打造過高度客製化的車體。而車體種類更是高達15種之多，舉凡最基本的四門房車、雙門跑車和敞篷車都有，甚至也有加長型禮車、Touring car、Phaeton 和 Town car 等現今較不常見的車體形式。其中 Town car 車體的成車售價為 6,000 美元（換算現今幣值約新臺幣 326 萬），林肯當時也有販售底盤車，售價為 4,000 美元（換算現今幣值約新臺幣 217 萬）。
1920 至 1921 年共生產約 2,957 輛林肯 Model L。

### 1922–1923
一戰結束後，經濟尚未復甦，林肯由軍事工業轉型成汽車品牌之路也非一帆風順，除了候車期高達一年外，更屢次被爆出有逃漏稅之情事，林肯正處於瀕臨破產的危機。1922 年，林肯正式宣布破產，2 月 4 日以 800 萬美元（2024 年幣值約新臺幣 46 億）出售品牌予亨利·福特。
在將品牌售予福特的幾個月後，福特的管理風格使禮蘭離開了公司。禮蘭父子離開後，福特任命他的兒子 Edsel Ford 為 Model L 設計新的車身，隨後 Edsel 成為林肯的總裁，Ernest C. Kanzler 則擔任總經理一職。在新官上任後，兩人成功地讓生產成本下降約 1,000 美元。
除了軸距加長外，底盤沒有什麼大改動。但新增的鋁合金製火星塞、升級過的冷卻系統和配備油壓避震器卻大幅提升車輛的耐用度、乘適性和性能。此外，引擎同樣採 60 度夾角的 5.9 升 V8 引擎，但連桿結構更新為叉形連桿，且馬力從 81 匹提升至 90 匹。
1923 年，幾乎所有車型都有新車體可以選擇，也增加越來越多的車體廠，從雙人座的敞篷車到七人座的加長型禮車皆能打造，成車售價最高昂者落在 7,200 美元（2024 年幣值約新臺幣 410 萬）。

儘管這類型的豪華車市場在當時來講算小，但林肯也成功賣出 7,875 輛 Model L，銷量上漲 45%。到了 1923 年底，林肯終於轉虧為盈。

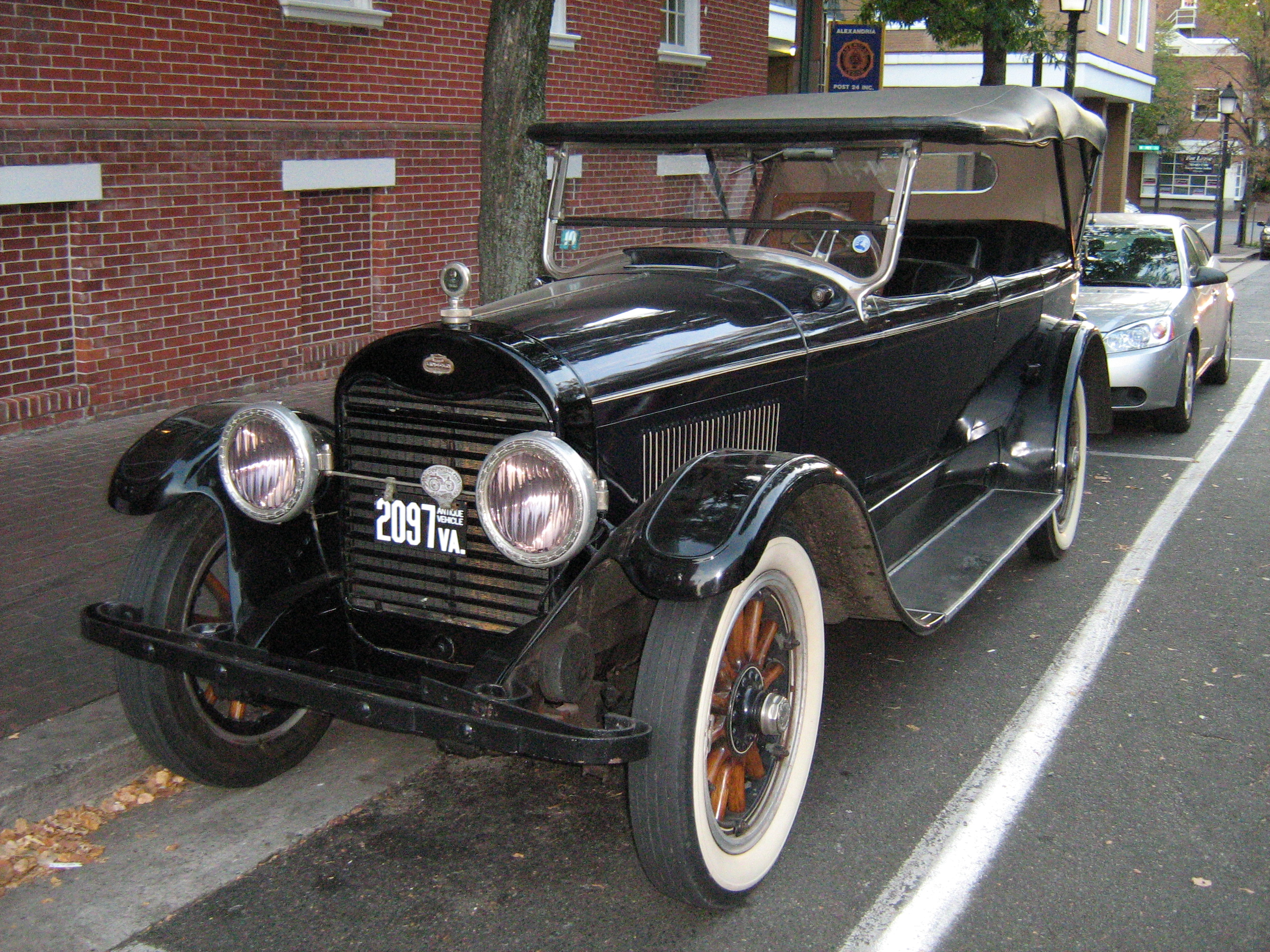
1922 Lincoln Model L Touring Sedan
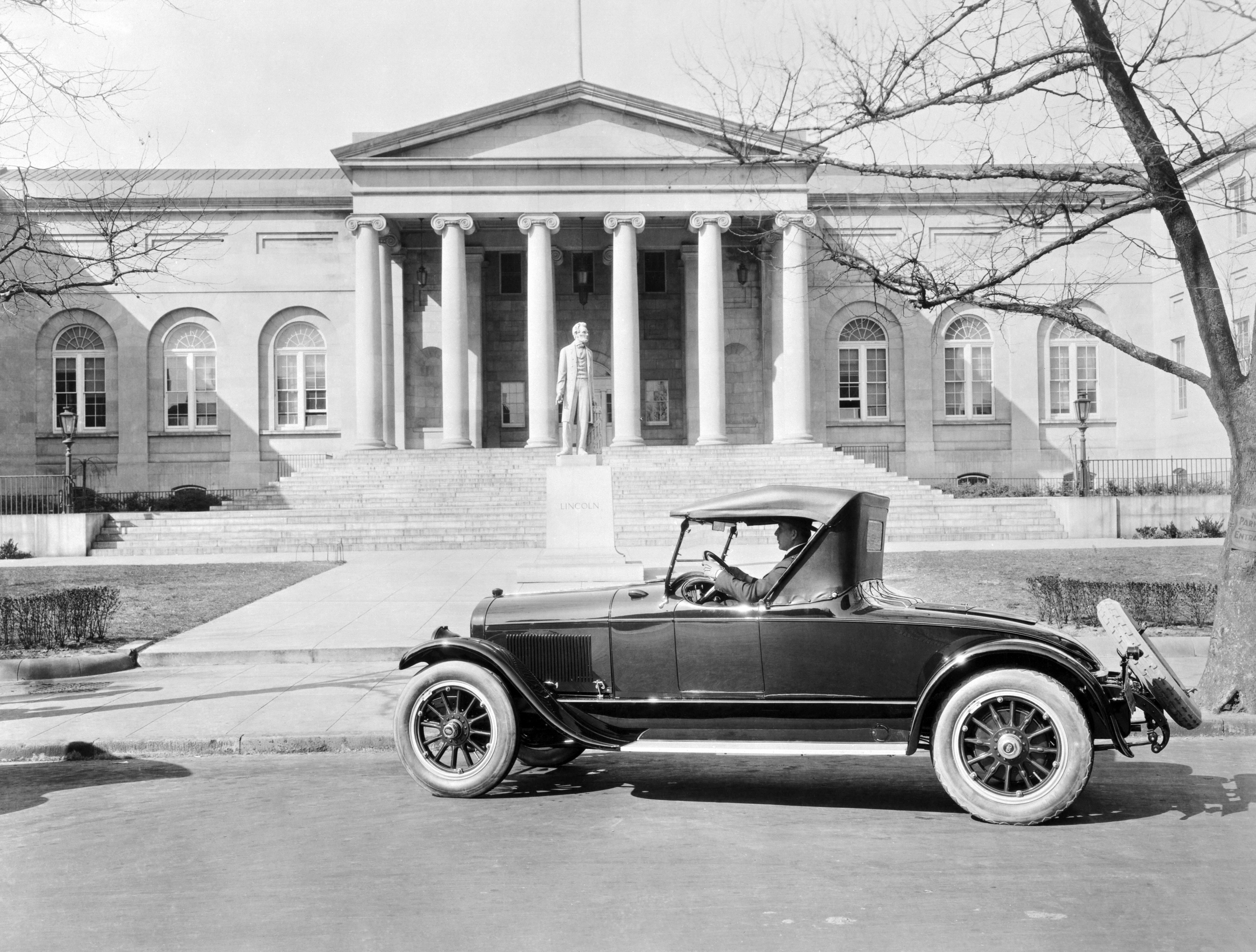
1922 Lincoln Model L Roadster
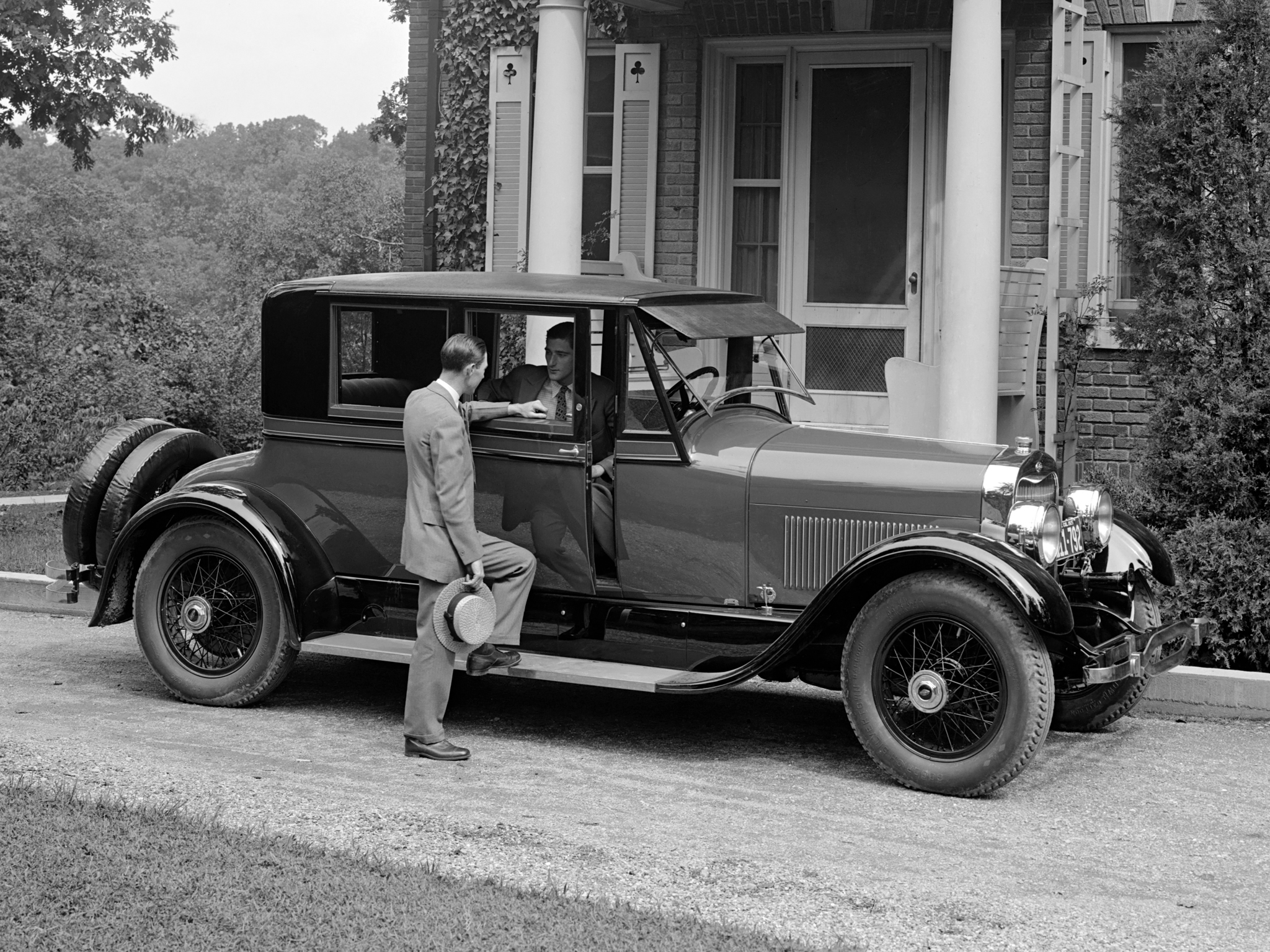
1923 Lincoln Model L Coupé by Brunn
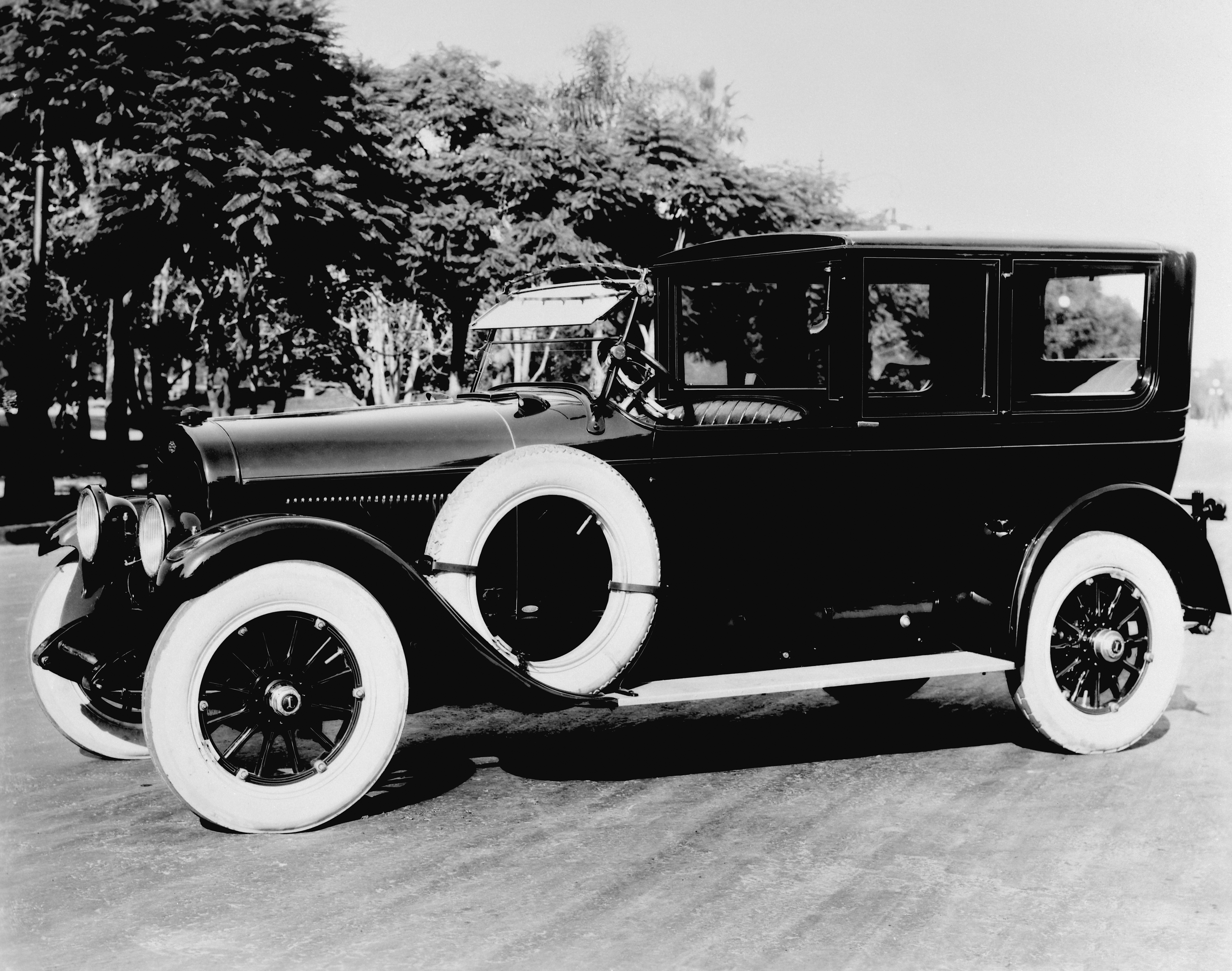
1923 Lincoln Model L Town Car by Brunn

### 1924–1926
1924 年，外觀再進行小幅修改，新增電鍍鍍鎳的水箱罩。1925 年，標配前後保險桿。1926 年的車型沒有太大的更動。

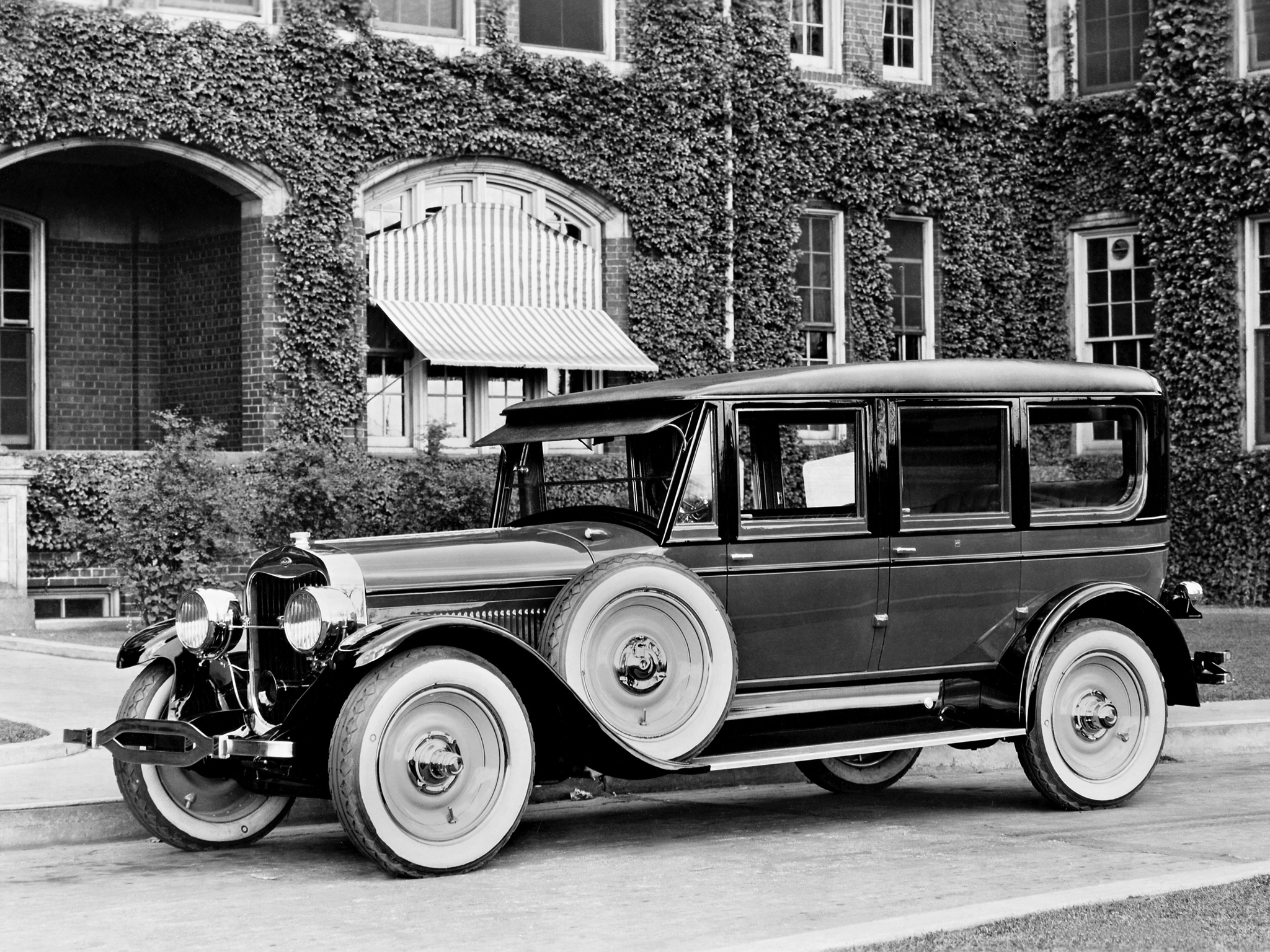
1924 Lincoln Model L Limousine by Fleetwood
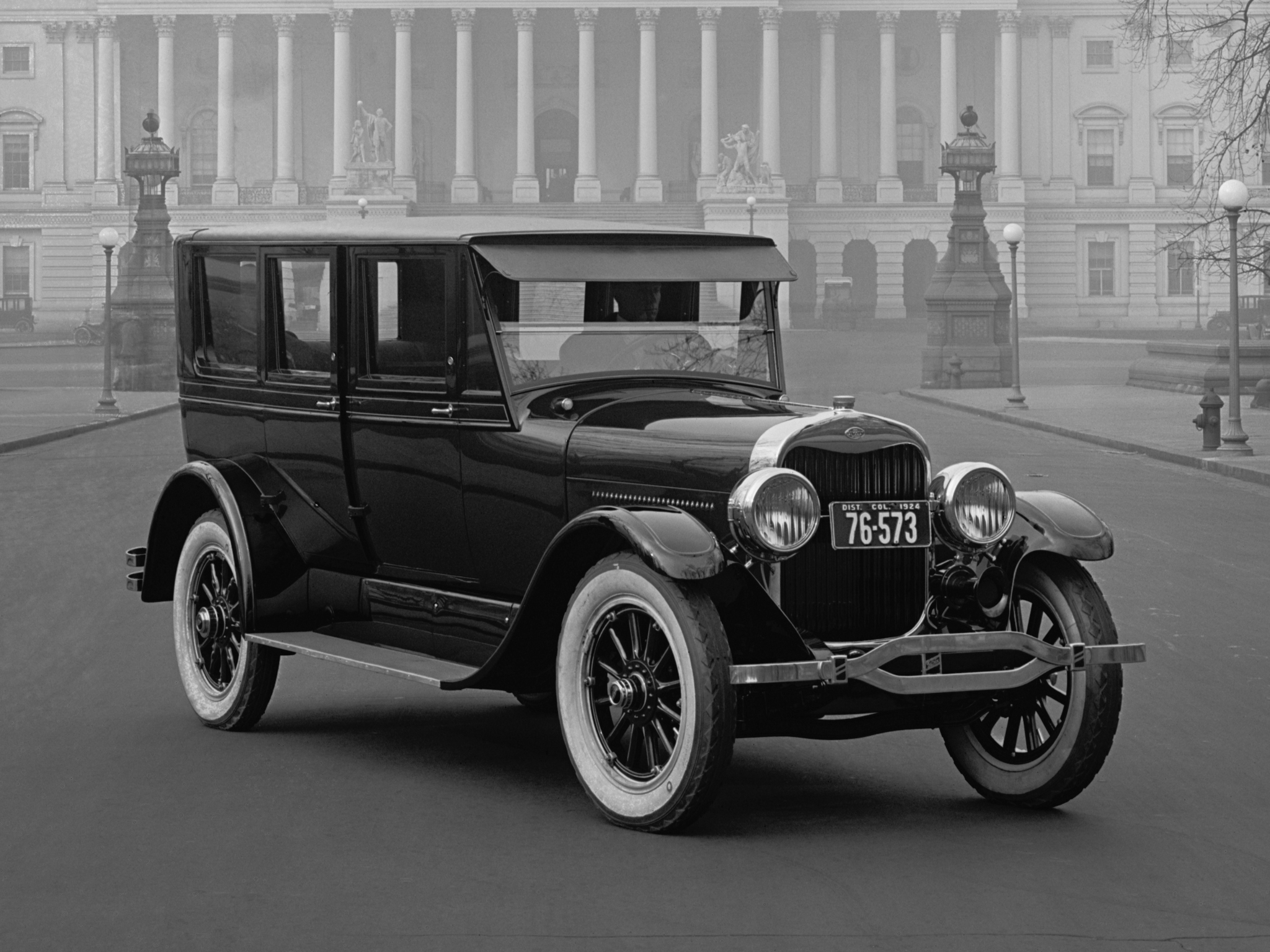
1924 Lincoln Model L Sedan
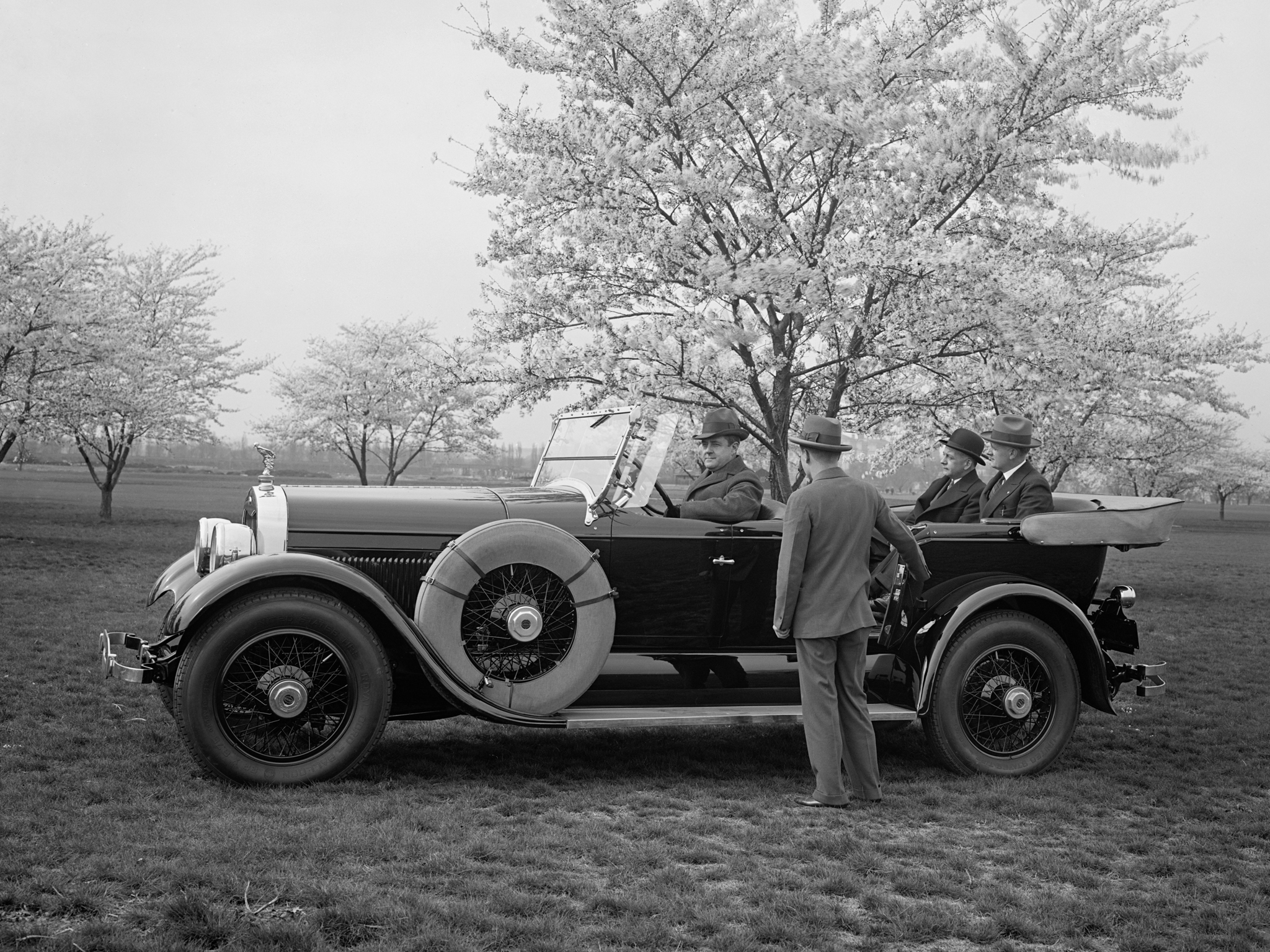
1925 Lincoln Model L Touring
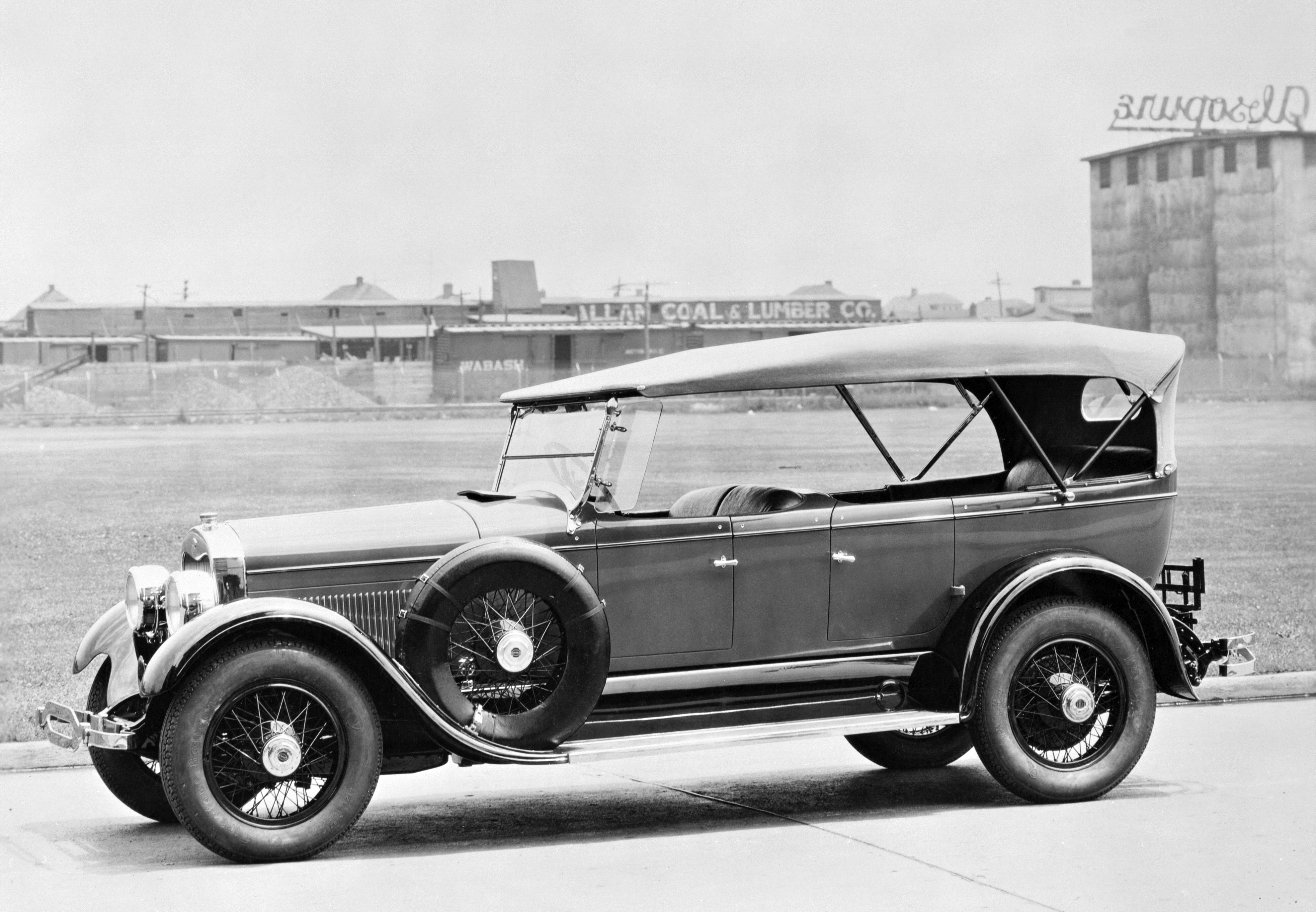
1926 Lincoln Model L Phaeton

### 1927-1930
1927 年，輪胎的尺寸變小，並配備四輪煞車系統，所有行車資訊皆位在一個橢圓形的中控台上。而原廠成車的車體樣式就高達 12 種，型錄內更是收錄了 12 種不同風格的內裝，多以歐洲王室作為主題。
1928 年，換裝排氣量更大的引擎，但馬力依舊維持在 90 匹。1930 年新增安全玻璃和前擋風玻璃的雙雨刷，也是 Model K 車系的最後一年。

林肯以不每年都換新一代的車作為行銷手法來吸引新客戶，因為林肯的車主也會購買其他車體風格的 Model L。年年換新車並非林肯車主的作風。

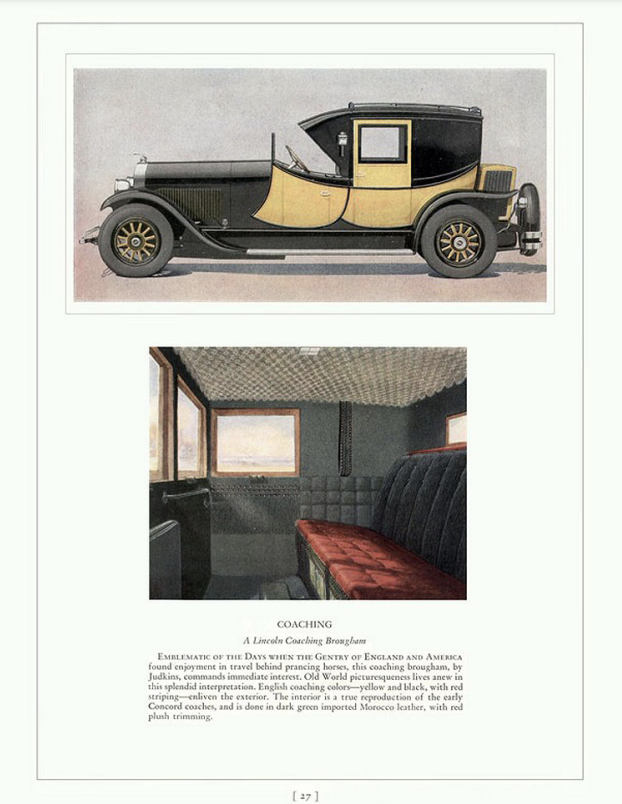
1927 Lincoln Model L Coaching Brougham by Judkins
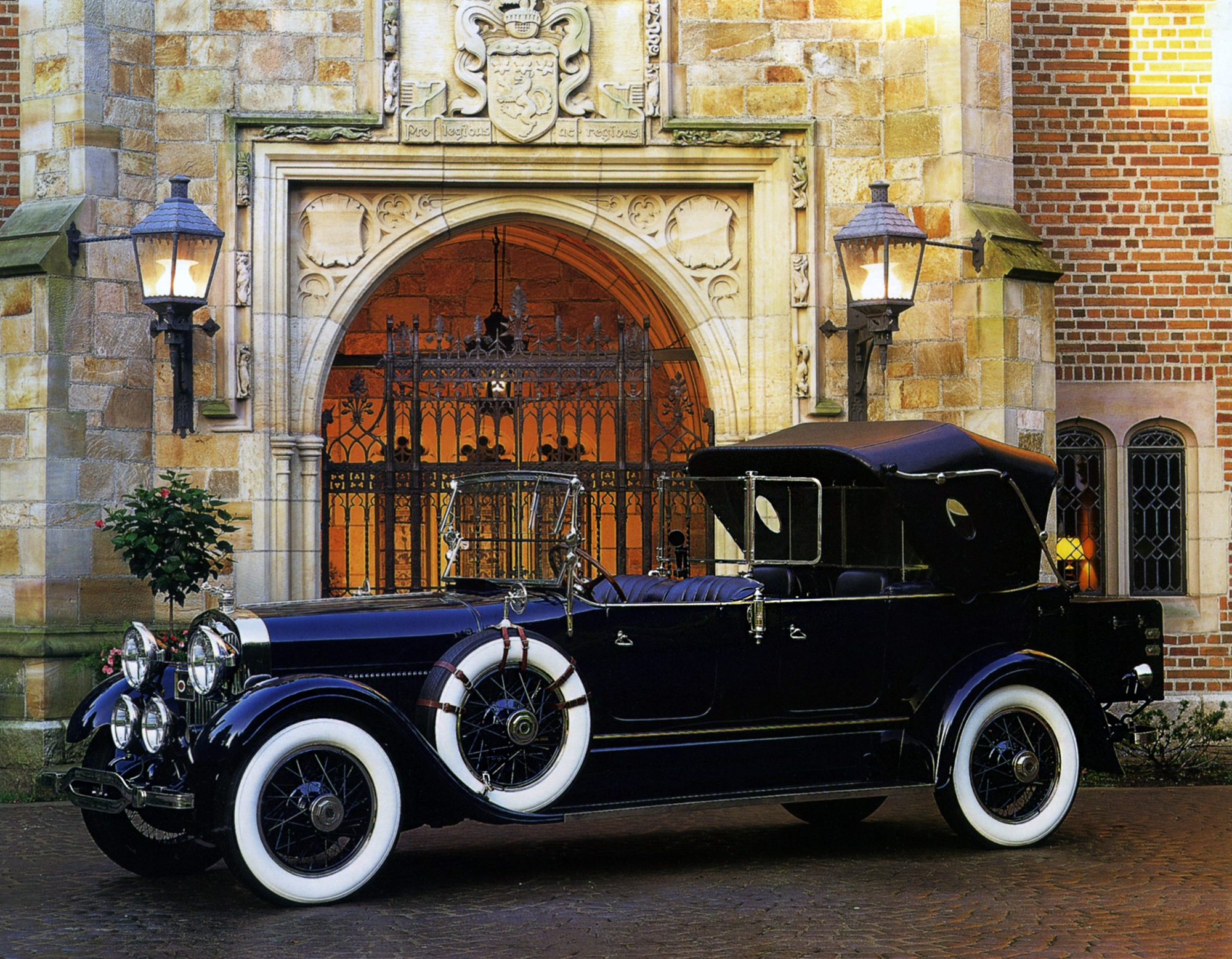
1927 Lincoln Model L Imperial Victoria by Fleetwood
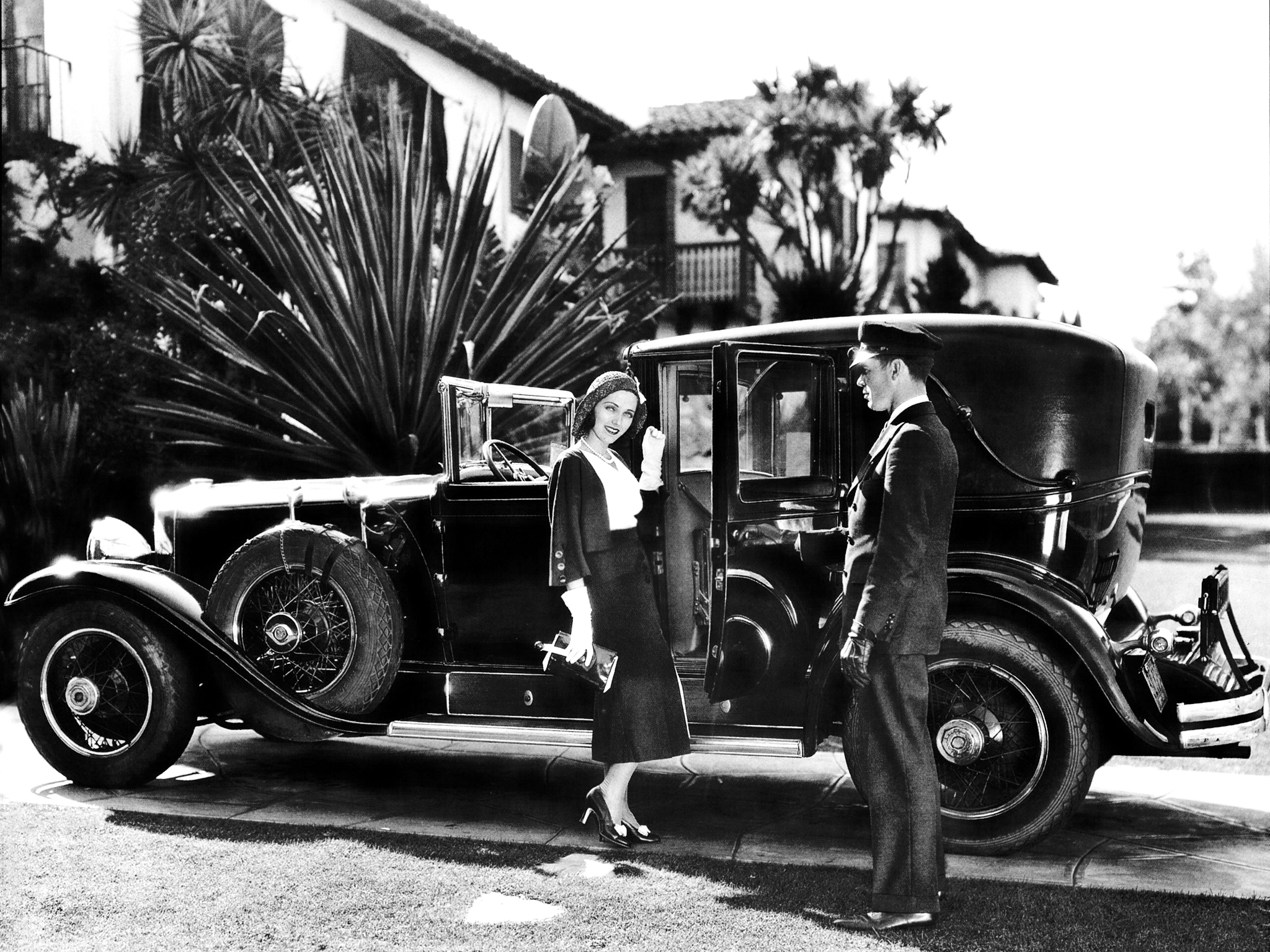
1928 Lincoln Model L Town Car by LeBaron
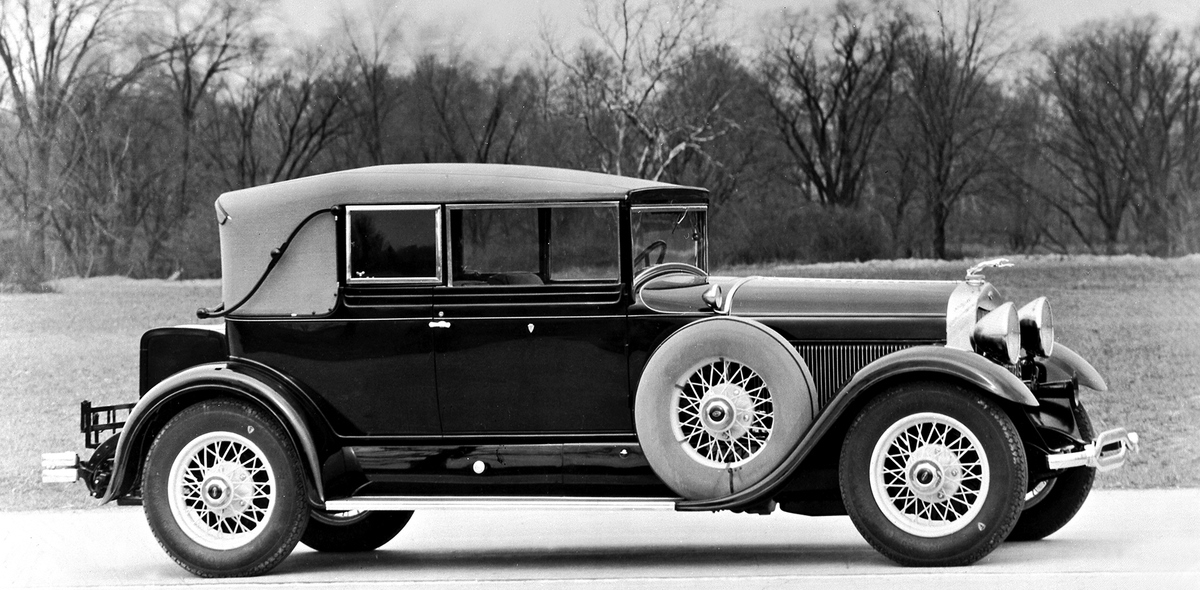
1929 Lincoln Model L Convertible Victoria by Dietrich
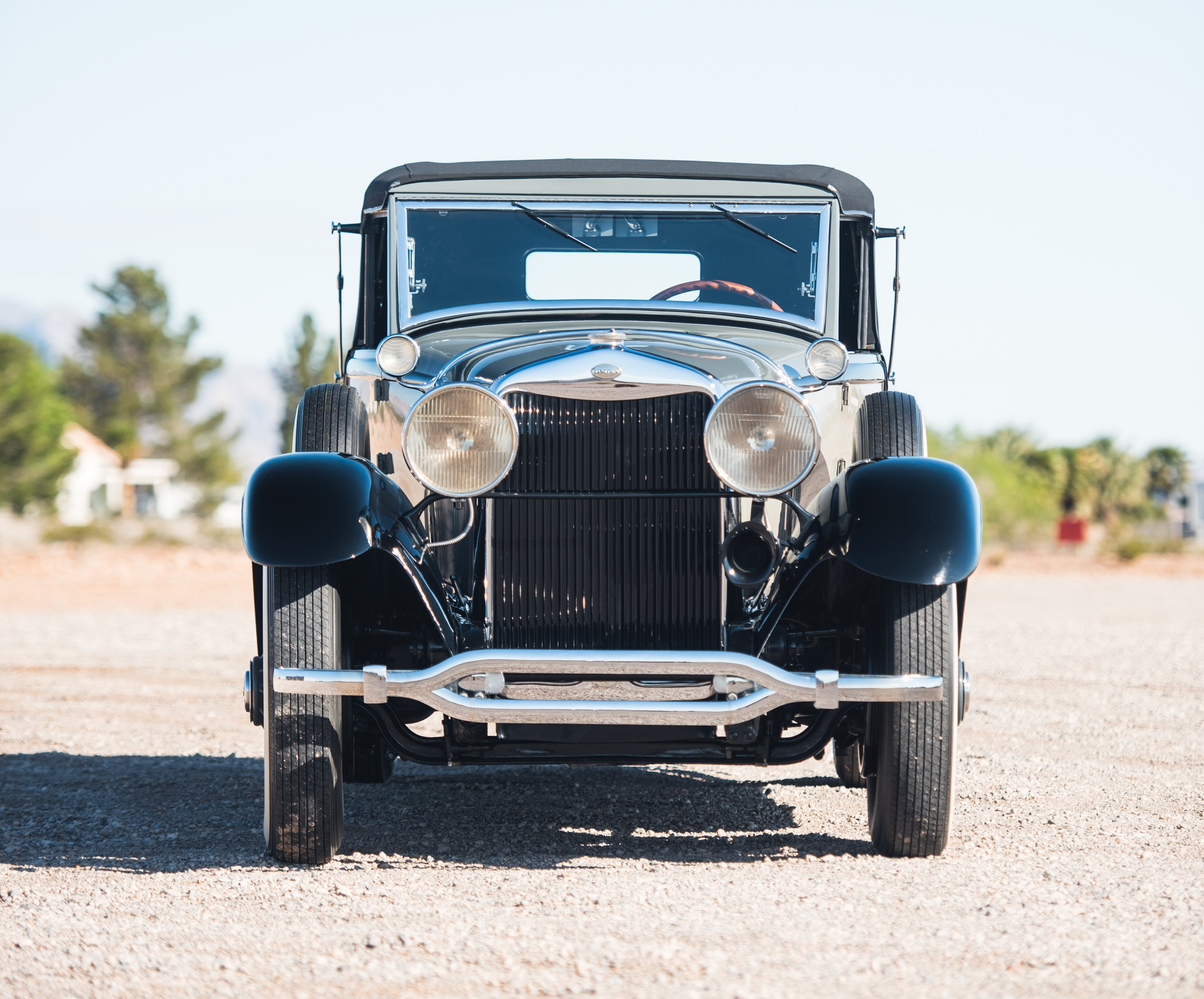
1930 Lincoln Model L Convertible Roadster by LeBaron 可以看出前擋風玻璃已有雙雨刷